# 첸진역
첸진역(중국어 (대만): 前金站)은 타이완 가오슝시 첸진 구에 있는 가오슝 첩운 귤선의 역이다

## 역 구조

### 승강장
| 지면     | 출입구                       | 출입구                                               |
| 지하 1층 | 대합실                       | 대합실                                               |
| 지하 1층 | 대합실                       | 화장실                                               |
| 지하 2층 | 1호 플랫폼                   | ←가오슝 첩운 귤선 하마센 방면（옌쳉부역）            |
| 지하 2층 | 섬식 승강장，왼쪽 문이 열림. |                                                      |
| 지하 2층 | 2호 플랫폼                   | 가오슝 첩운 귤선 다랴오 방면（포르모사 불로보드역）→ |

## 역 출입구
출입구1, 2는 역 서쪽 끝 에 위치하며, 출입구3, 4는 역의 동쪽 끝에 위치한다. 출입구 1에는 장애인용 엘리베이터가 있다.
- 출입구1: 가오슝 시 정부 교육국(구 가오슝 시의회)，남부 연합 공동 서비스 센터
- 출입구2: 첸진 구 관리 센터, 첸진 초등학교
- 출입구3: 다통 초등학교, 첸진 구 클리닉
- 출입구4: 젠궈 초등학교, 리우허 야시장